# Холмица (приток Радули)
Холмица (Холомица) — река в России, протекает в Любытинском районе Новгородской области. Устье реки находится в 5 км по левому берегу реки Радуля. Длина реки составляет 15 км.
На правом берегу реки стоят деревни Любытинского сельского поселения: Усадье, Высочка и Холм.

## Данные водного реестра
По данным государственного водного реестра России относится к Балтийскому бассейновому округу, водохозяйственный участок реки — Мста без р. Шлина от истока до Вышневолоцкого г/у, речной подбассейн реки — Волхов. Относится к речному бассейну реки Нева (включая бассейны рек Онежского и Ладожского озера).
Код объекта в государственном водном реестре — 01040200212102000021190.